# Franz-Xaver Lindl
Franz-Xaver Lindl (* 1897 in Berching; † 30. Dezember 1970 in Erlangen) war Maler, Bildhauer und Grafiker.

## Ausbildung und Studium
Er studierte an der Kunstakademie Düsseldorf, war auch Meisterschüler dort und machte sich vor allem einen Namen mit der Gestaltung und dem Ausbau von Kirchen. Vor seinem Studium machte er eine Schreinerlehre.

## Leben und Werk
Er wirkte unter anderem in Düsseldorf und am Niederrhein, in der Oberpfalz. Sehenswerte Arbeiten befinden sich unter anderem in Düsseldorf-Oberkassel, in der Klosterkirche in Hamminkeln-Marienthal (Kreis Wesel) und in Berching. Außerdem war er als Grafiker und Gestalter für verschiedene Unternehmen tätig. Auf seiner künstlerischen Italienreise in den Jahren 1924 bis 1925 entstanden zahlreiche Zeichnungen, Grafiken, Ölgemälde und Holzstiche. Sehr sehenswert sind auch seine Arbeiten über den russischen Winter und das Leben und Arbeiten der Bauern in seiner oberpfälzischen Heimat.